# Дехтяренко, Андрей Николаевич
Андрей Николаевич Дехтяренко (17 мая 1909 — 11 июля 1942) — советский лётчик, Герой Советского Союза, старший лейтенант. Командовал эскадрильей в составе 580-го истребительного авиационного полка 6-й ударной авиационной группы Ставки ВГК.

## Биография
Родился в селе Грунь Российской империи (ныне — Ахтырский район Сумской области Украины), в семье крестьянина. Получил неполное среднее образование в объёме 7 классов (1924), впоследствии работал в сфере сельского хозяйства.
В 1931 году прошёл обучение на курсах пропагандистов при ЦК ВЛКСМ; в том же году был призван и начал службу в рядах Красной Армии. Образование по авиационному профилю получил в 1-й Краснознамённой школе военных лётчиков.
В 1939 году А. Н. Дехтяренко принимал участие в борьбе с японскими воздушными соединениями в районе реки Халхин-Гол, где им был сбит 1 самолёт противника лично и 5 в группе.
С марта 1942 года сражался на фронтах Великой Отечественной войны, где командовал эскадрильей в составе 580-го истребительного авиационного полка; по данным на май 1942 года А. Н. Дехтяренко совершил 39 боевых вылетов на самолёте Як-1, в ходе которых сбил лично 10 самолётов противника (и ещё 2 уничтожил на земле). Цитируемые источники также отмечают, что эскадрилья А. Н. Дехтяренко была лучшей в своём авиаполку; к примеру, в апреле 1942 года его звено провело воздушный бой с тридцатью немецкими бомбардировщиками Junkers, уничтожив 9 самолётов противника.
Известно также, что А. Н. Дехтяренко вывозил на самолёте У-2 с оккупированной немцами территории известного советского лётчика Алексея Маресьева, сбитого в ходе воздушного боя и получившего тяжёлые ранения. Соответствующий эпизод, по свидетельству К. Осовика, описан в книге Бориса Полевого «Повесть о настоящем человеке».
11 июля 1942 года А. Н. Дехтяренко погиб при выполнении боевого задания.
Указом Президиума Верховного Совета СССР «О присвоении звания Героя Советского Союза начальствующему составу Красной Армии» от 21 июля 1942 года за «образцовое выполнение боевых заданий командования на фронте борьбы с немецкими захватчиками и проявленные при этом отвагу и геройство» удостоен посмертно звания Героя Советского Союза.

## Награды
- Герой Советского Союза;
- орден Ленина;
- два ордена Красного Знамени.

## Память
г. Ахтырка:
- бюст на Аллее Героев;

п.г.т. Демянск (Новгородская область):
- памятный обелиск;
- именем А. Н. Дехтяренко названа улица;
- именем А. Н. Дехтяренко названа Демянская средняя школа.

с. Грунь:
- именем А. Н. Дехтяренко названа сельская средняя школа.